# Hangover Square
Pour les articles homonymes, voir Hangover.
Pour plus de détails, voir Fiche technique et Distribution.
Hangover Square est un film américain de John Brahm sorti en 1945.

## Synopsis
Londres, 1899. George Bone, pianiste et compositeur classique renommé, est surmené par son travail d'écriture d'un concerto pour piano. Le compositeur est victime de fréquentes crises de pertes de mémoire qui sont provoquées à chaque fois qu'il entend des sons discordants. Pourtant un brave homme dans la vie, il se transforme en un meurtrier sadique lors de ses crises dont il ne garde aucun souvenir. Pourtant, Bone s'interroge quand il retrouve une dague ensanglantée dans sa poche et qu'il lit dans un journal le meurtre sauvage d'un antiquaire. Troublé, et sur les conseils de son ami mécène Sir Henry Chapman et de sa fille Barbara, il se rend chez un spécialiste, le Dr Allan Middleton. Ce dernier le rassure et lui conseille de réduire son travail et de se détendre. Lors d'une soirée dans un pub, il va rencontrer une chanteuse de cabaret, Netta, dont il tombe amoureux. Se rendant compte de ses qualités de compositeur, Netta va profiter de la naïveté de Bone pour l'utiliser. Elle le détourne de son travail pour qu'il lui compose des chansons, lui emprunte de l’argent et profite de ses connaissances pour l'aider dans sa carrière de chanteuse. Plus tard, Bone apprend le futur mariage de Netta avec Eddie Carstairs, un producteur de théâtre. Pris de nouveau d'une violente crise de folie, Bone étrangle Netta et transporte le corps dans les rues de Londres remplies de fêtards, pour le jeter dans un feu de joie. Ayant oublié le drame, Bone termine son concerto, et un soir le présente au public. Mais le docteur Middleton le soupçonne, il avertit Scotland Yard. Voyant la police arriver, les souvenirs de Netta et de son crime submergent Bone et plutôt que de se rendre, il met le feu à la salle et joue son concerto cerné par les flammes.

## Fiche technique
- Titre : Hangover Square
- Réalisation : John Brahm
- Scénario : Barré Lyndon d'après le roman de Patrick Hamilton
- Musique : Bernard Herrmann
- Photographie : Joseph LaShelle
- Montage : Harry Reynolds
- Direction artistique : Lyle Wheeler et Maurice Ransford
- Décorateur de plateau : Frank E. Hughes et Thomas Little
- Costumes : René Hubert et Kay Nelson
- Production : Robert Bassler
- Société de production et de distribution : Twentieth Century Fox
- Chorégraphe : Hermes Pan
- Pays d'origine : États-Unis
- Langue : Anglais
- Format : Noir et blanc - Son : Mono (Western Electric Recording)
- Genre : Film noir
- Durée : 77 minutes
- Date de sortie :
  - États-Unis : 7 février 1945 première à New York

## Distribution
- Laird Cregar : George Harvey Bone
- Linda Darnell : Netta Longdon
- George Sanders : Dr Allan Middleton
- Glenn Langan : Eddie Carstairs
- Faye Marlowe : Barbara Chapman
- Alan Napier : Sir Henry Chapman

Acteurs non crédités :
- Harry Allen : Un potier
- Jimmy Aubrey : L'ivrogne
- J.W. Austin : Détective-inspecteur King
- Ann Codee : Yvette
- Francis Ford : Ogilby, l'antiquaire
- Frederick Worlock : Superintendant Clay
- J. Farrell MacDonald : Un vendeur dans la rue

## À noter
Le Concerto Macabre for piano and orchestra (dont on entend l'introduction pendant le générique de début, puis de nombreux extraits tout au cours du film, et particulièrement dans les scènes finales) a été réenregistré en 1974 par le pianiste espagnol Joaquín Achúcarro, accompagné du National Philharmonic Orchestra dirigé par Charles Gerhardt. Cet enregistrement extrait du disque Citizen Kane: The Classic Film Scores of Bernard Herrmann, consacré au compositeur, fait partie de la maintenant célèbre[réf. nécessaire] série d'enregistrements consacrés aux compositeurs hollywoodiens des années 1930/50, « Classic Film Scores », initiée et produite de 1972 à 1976 par Charles Gerhardt pour le label RCA. Cette série a permis de remettre en lumière la musique de compositeurs (Erich Wolfgang Korngold, Alfred Newman, Max Steiner, Dimitri Tiomkin, Miklós Rózsa, et Franz Waxman) dont l'œuvre, écrite par la plupart d'entre eux pendant l'âge d'or du cinéma hollywoodien, commençait alors à être oubliée du public.